# Diebesschürze
Eine Diebesschürze ist ein präpariertes Kleidungsstück mit vielen Extrataschen zum Verstauen von Diebesgut. Benutzt wird sie meistens als Hilfsmittel von professionellen Ladendieben in Einkaufsmärkten, um unauffällig Artikel zu entwenden, ohne von Personen bemerkt zu werden, die für diese Aktion aus Sicht der Diebe schädlich sein können (Marktleiter, Verkäufer, Ladendetektiv oder Passanten). Eine Diebesschürze kann unter dem Rock (meistens von Frauen) oder in einer meistens extra für diesen Zweck angelegten großen Innentasche einer Jacke getragen werden.